# Kamenný Újezd (Rokycanyi járás)
Kamenný Újezd település Csehországban, Rokycanyi járásban. Kamenný Újezd Veselá, Raková, Rokycany, Mirošov, Hrádek és Dobřív településekkel határos. Lakosainak száma 961 fő (2024. január 1.).

## Népesség
A település lakosságának változását az alábbi diagram mutatja:
| Lakosok száma | 639  | 647  | 821  | 684  | 650  | 687  | 751  | 837  | 858  | 961  |
|               | 1869 | 1900 | 1921 | 1961 | 1980 | 2011 | 2016 | 2019 | 2021 | 2024 |